# Mycterus apicalis
Mycterus apicalis es una especie de coleóptero de la familia Mycteridae.

## Distribución geográfica
Habita en la República Democrática del Congo.